# گمینا ویلکیه اوچه
گمینا ویلکیه اوچه (به لهستانی:  Gmina Wielkie Oczy) یک گمینا در لهستان است که در شهرستان لوباچوف واقع شده‌است. گمینا ویلکیه اوچه ۱۴۶٫۴۹ کیلومتر مربع مساحت و ۳٬۹۰۴ نفر جمعیت دارد.